# Oswald Kerner
Oswald Kerner (ur. 4 kwietnia 1833, zm. 11 grudnia 1873 w Katowicach) − był w okresie od 3 (lub 1) kwietnia 1871 do 11 grudnia 1873 drugim z kolei (po Louisie Dieblu) burmistrzem Katowic, od uzyskania przez Katowice praw miejskich w 1865. 
Obecna ul. Stanisława w Katowicach nosiła jego imię przed 1922 rokiem. 